# Acrocercops diffluella
Acrocercops diffluella är en fjärilsart som först beskrevs av Van Deventer 1904.  Acrocercops diffluella ingår i släktet Acrocercops och familjen styltmalar.
Artens utbredningsområde är Papua Nya Guinea. Inga underarter finns listade i Catalogue of Life.